# Sarah Kuttner

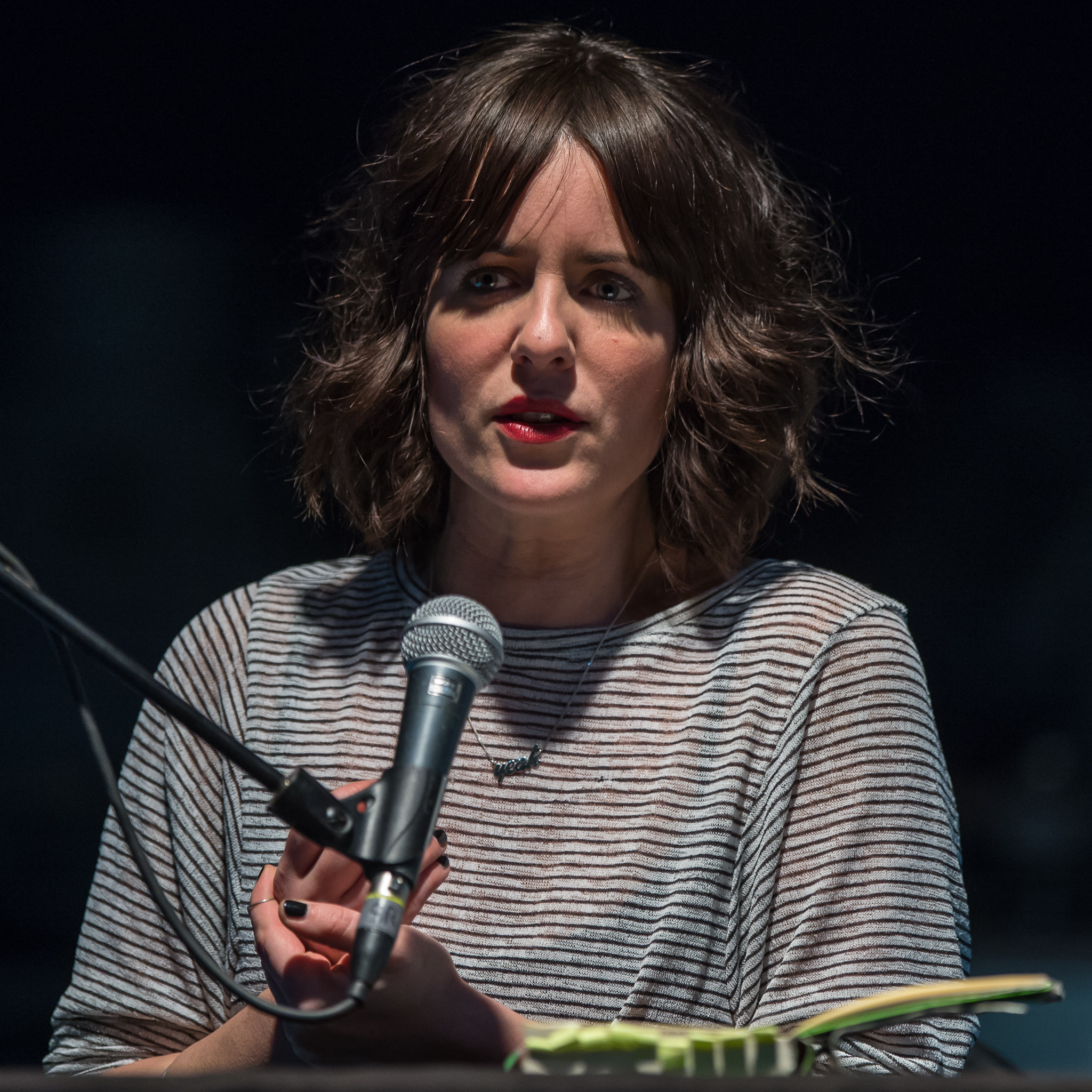
Sarah Kuttner (2017)

Sarah Kuttner (* 29. Januar 1979 in Ost-Berlin) ist eine deutsche Fernsehmoderatorin, Kolumnistin und Schriftstellerin.

## Leben
Kuttner wurde in Berlin-Friedrichshain geboren, ihr Vater ist der Radiomoderator Jürgen Kuttner, ihre Halbschwester die Regisseurin Lena Brasch. Sie machte ihr Abitur 1999 am Berliner John-Lennon-Gymnasium. Das Gymnasium besuchte sie unter anderem mit dem Gitarristen Andy Penn und der Sängerin Mieze Katz von der Pop-Band MIA., zu deren Gründung sie maßgeblich beitrug. Während ihrer Schulzeit lernte sie auch die spätere Schauspielerin und Moderatorin Nora Tschirner kennen, mit der sie befreundet ist. Danach ging sie zunächst als Au-pair nach London, wo sie einen Korrespondenten des Spiegels kennenlernte und ein sechsmonatiges Praktikum in der Londoner Redaktion des Magazins absolvierte.
Nach ihrer Rückkehr nach Berlin begann Kuttner im Oktober 2000 ein Praktikum bei Fritz, dem Jugendradio des RBB. Als freie Mitarbeiterin wurde sie dort weiter beschäftigt und vorwiegend für Live-Reportagen eingesetzt. Im November 2001 wurde sie in einem bundesweiten Casting des Musiksenders VIVA als neue Moderatorin ausgewählt. Bis 2004 moderierte sie daraufhin im Wechsel mit Gülcan Kamps die Nachmittagssendung Interaktiv sowie verschiedene Chart- und Event-Shows im VIVA-Programm.
Im Juli 2003 erschienen von Kuttner Aktfotos in der deutschen Ausgabe des Playboy, worauf Sido in seinem Lied Sarah auf dem 2006 erschienenen Album Ich Bezug nahm.
Am 19. März 2004 moderierte Kuttner zusammen mit Jörg Pilawa die deutsche Vorentscheidung zum Eurovision Song Contest 2004 in Istanbul. Dafür wurde sie für den Publikumspreis Bambi nominiert, erhielt ihn jedoch nicht.
Kuttner moderierte vom 2. August 2004 an eine eigene Sendung mit dem Titel Sarah Kuttner – Die Show. Bis September 2005 lief die viermal pro Woche ausgestrahlte Sendung auf VIVA. Es folgte ein Senderwechsel zu MTV Germany, wo die nun nur noch kurz Kuttner. benannte Sendung bis zum 3. August 2006 zweimal wöchentlich zu sehen war. Die Sendung wurde von ihrer Produktionsfirma Kuttner TV GmbH – einer Tochterfirma der Kölner Brainpool TV GmbH – in den MTV-Studios Berlin produziert. Ende Mai 2006 gab sie auf ihrer Website bekannt, dass es keine zweite Staffel ihrer Show auf MTV geben werde. Gründe dürften nach ihren eigenen Angaben zu hohe Produktionskosten und niedrige Einschaltquoten gewesen sein. Die letzte Sendung wurde am 3. August 2006 ausgestrahlt.
Am 13. März 2005 fand das von Kuttner mitorganisierte Festival Kuttner on Ice – Die Revue zur Show in der innerhalb von zwei Wochen komplett ausverkauften Berliner Columbiahalle statt, bei dem ausschließlich Bands auftraten, die Kuttners Musikgeschmack entsprechen. Diese Künstler waren – in der Reihenfolge ihrer Auftritte – The (International) Noise Conspiracy, Moneybrother, Mando Diao und Adam Green. Nach dem Konzert legten noch Kavka und Torsten Scholz (Beatsteaks) als DJs auf. Die zweite Auflage von Kuttner on Ice – Die Revue zur Show gab es am 17. Dezember 2005 erneut in der Berliner Columbiahalle. Neben den Auftritten von Maxïmo Park, The Coral, The Good Life und Art Brut legten wieder mehrere DJs auf, darunter auch Tschirner. Während der Fußball-Weltmeisterschaft 2006 war sie als Reporterin für die ARD tätig. Für den Film Die Rotkäppchen-Verschwörung (2005) synchronisierte sie das Rotkäppchen.
Kuttner moderierte zusammen mit Roger Willemsen am 7. Juni 2007 vor 80.000 Zuschauern im Rostocker IGA-Park ein Konzert der Initiative Deine Stimme gegen Armut anlässlich des G8-Gipfels in Heiligendamm. 2007 spielte sie in dem Kinofilm Free Rainer – Dein Fernseher lügt eine Straßenreporterin.
Von November 2007 bis April 2008 moderierte Kuttner zusammen mit ihrem Vater Jürgen Kuttner auf Radio Eins die wöchentliche Radio-Talkshow Kuttner & Kuttner. 2008 moderierte sie im digitalen Fernsehen beim Pay-TV-Sender Sat.1 Comedy die Show Slam Tour mit Kuttner, in der sie in verschiedenen Städten Poetry-Slams besuchte. Des Weiteren war sie im Juli 2008 in einer dreiteiligen ARD-Sendung mit dem Titel Kuttners Kleinanzeigen zu sehen, in der sie die Urheber merkwürdiger Kleinanzeigen besuchte. Eine zweite Staffel folgte ab März 2009.
2010 führte Kuttner unter dem Titel Unter einer Decke mit Sarah Kuttner Video-Interviews mit Arthur Abraham, Paul van Dyk, Collien Ulmen-Fernandes, Tim Mälzer, Oliver Pocher und Nora Tschirner. Ende November/Anfang Dezember 2010 sendete 3sat unter dem Titel Frau Kuttner & Herr Kavka eine vierteilige Reportagereihe mit ihr und Markus Kavka. Ab Frühjahr 2011 produzierte der SWR das TV-Format Ausflug mit Kuttner, welches sie unterwegs mit Prominenten zeigt. Einer ersten Probesendung am 7. Mai 2011 in der ARD (Gast: Lena Meyer-Landrut) schlossen sich weitere Folgen mit Til Schweiger, Stefan Mross, Wladimir Kaminer, Jürgen von der Lippe und Detlev Buck an, die auf EinsPlus ausgestrahlt wurden.
Am 31. August 2011 strahlte ZDFneo im Rahmen der Aktion TVLab eine Pilotfolge von Bambule aus, einem von Kuttner moderierten Magazin. Zuschauer konnten über die Fortführung der vorgestellten Sendungen bestimmen. Bambule erreichte den dritten Platz unter zehn Teilnehmern. Im Oktober 2011 bestätigte das ZDF, dass Bambule mit einer kompletten Staffel von 15 Folgen fortgesetzt wird. Es ist somit das erste langfristige TV-Projekt Kuttners seit ihrer Show auf VIVA und MTV. Am 1. März 2012 wurde die erste Folge des Formats ausgestrahlt. 2013 moderierte sie selbst das Rahmenprogramm des TVLab in sieben Sendungen.
Am 10. April 2014 startete das Format Kuttner plus Zwei auf ZDFneo. Nach Ausstrahlung von drei Staffeln endete das Format im März 2016. 2015 veröffentlichte Kuttner mit der Produktionsfirma UFA Lab vier satirische Videos auf der Plattform Comedy Rocket. Seit dem 23. Oktober 2016 produziert und moderiert sie die monatliche Veranstaltungsreihe Kuttners schöne Nerdnacht im Berliner Frannz Club, bei der verschiedene Redner 15-minütige Vorträge über die verschiedensten Themen halten.
Seit 2017 betreibt Kuttner zusammen mit Stefan Niggemeier den Podcast Das kleine Fernsehballett, in dem sie Fernsehformate besprechen. Die Ausstrahlung erfolgte bis Juni 2022 über den Streamingdienst Deezer. Von Februar 2023 bis Juli 2024 erschien das Format bei Podimo. Seit dem 5. März 2025 erscheinen nach einer längeren Pause neue Folgen, die durch die Internetplattform Steady über Crowdfunding finanziert werden und auf verschiedenen Podcastplattformen verfügbar sind.
Kuttner wurde im Januar 2018 vom Medium Magazin als Drittplatzierte „Journalistin des Jahres 2017“ in der Kategorie „Unterhaltung“ ausgezeichnet.
Vom 12. Februar 2020 an moderierte Kuttner die Mittwochsausgabe von Extra 3, während Extra 3 mit Christian Ehring donnerstags im Ersten lief. Wie sie am 10. Juni 2020 erwähnte, stellte der NDR die Mittwochsausgabe mit Kuttner zum Jahr 2021 aus Kostengründen ein.
Am 28. August 2020 heiratete Kuttner ihren Partner. Sie ist inzwischen auch als Hundetrainerin tätig.
Am 28. April 2022 erschien die erste Folge von Bauerfeind + Kuttner, einem Podcast, den Kuttner gemeinsam mit Katrin Bauerfeind moderierte. Der Talk wurde wöchentlich veröffentlicht und erreichte in der Woche nach der Erstveröffentlichung den ersten Rang der Spotify-Podcast-Charts. Im Dezember 2024 beendeten die Moderatorinnen das Format.

## Kolumnistisches und schriftstellerisches Werk
Kuttner war über längere Zeit als Kolumnistin für die Süddeutsche Zeitung und die Zeitschrift Musikexpress tätig. Ihr erstes Buch, Das oblatendünne Eis des halben Zweidrittelwissens, enthält eine Auswahl dieser Texte. Eine Fortsetzung unter dem Titel Die anstrengende Daueranwesenheit der Gegenwart erschien im April 2007. Am 11. März 2009 erschien ihr erster Roman, Mängelexemplar, zeitgleich mit einer von ihr selbst gelesenen Hörbuchversion. In dem Buch verarbeitet sie nach eigenen Angaben Depressionen, die sie in ihrem Bekanntenkreis beobachtet habe. Das Buch veröffentlichte sie – wie die Kolumnensammlungen auch – beim S. Fischer Verlag. Es wurden 600.000 Exemplare des Romans verkauft. Am 17. September 2011 veröffentlichte sie ein Foto eines Drehbuchs, das auf ihrem Roman Mängelexemplar basiert. Im Oktober 2014 begannen die Dreharbeiten der filmischen Adaption des Romans, die am 12. Mai 2016 in die Kinos kam.
Am 25. November 2011 erschien Kuttners zweiter Roman, Wachstumsschmerz. Der Roman handelt laut dem S. Fischer Verlag „von der Sehnsucht und der Angst, ein eigenes, richtiges, erwachsenes Leben zu haben“. Am 31. Dezember 2015 ist mit 180° Meer ihr dritter Roman im S. Fischer Verlag erschienen, „eine tragikomische Road-Novel über das komplizierte Verhältnis zu den eigenen Eltern und den Wunsch, Urlaub von sich selber machen zu können“. Am 13. März 2019 erschien ihr vierter Roman, Kurt, im S. Fischer Verlag, der „von der Suche nach einer Familie, der Sehnsucht nach dem richtigen Ort und darüber, dass nichts davon planbar ist“ handelt. Dieser wurde unter dem Titel Lieber Kurt von Til Schweiger verfilmt, der auch die Hauptrolle übernahm.

## Kontroversen
2012 wurde Kuttner für die Verwendung des Worts „Negerpuppe“ bei einer Lesung ihres Romans Wachstumsschmerz kritisiert. In einer im Juni 2022 erschienenen Episode des Podcasts Hotel Matze von Matze Hielscher benutzte Kuttner im Gespräch mit Hielscher und Katrin Bauerfeind das Wort „Neger“, als über das Verbot von Wörtern im deutschen Sprachgebrauch diskutiert wurde. Sie wolle mit Worten grundsätzlich niemanden verletzen, jedoch empfinde sie ein Verbot von Wörtern als „superschwierig“, weil ohnehin jeder wisse, was gemeint sei. Das von Kuttner ausgesprochene Wort wurde in der Episode zunächst zensiert, nach dem anhaltenden Shitstorm jedoch gänzlich aus der Episode herausgeschnitten. In einem Instagram-Video entschuldigte sie sich später für die gewählten Worte und versuchte zu erklären, was ein Verbot von Wörtern auslösen kann.

## Bücher
- Das oblatendünne Eis des halben Zweidrittelwissens. Kolumnen. Fischer, Frankfurt am Main 2006, ISBN 3-596-17108-3.
- Die anstrengende Daueranwesenheit der Gegenwart. Kolumnen. Fischer, Frankfurt am Main 2007, ISBN 3-596-17533-X.
- Mängelexemplar. Roman. Fischer, Frankfurt am Main 2009, ISBN 978-3-10-042205-7.
- Wachstumsschmerz. Roman. Fischer, Frankfurt am Main 2011, ISBN 978-3-10-042206-4.
- 180° Meer. Roman. Fischer, Frankfurt am Main 2016, ISBN 978-3-10-002494-7.
- Kurt. Roman. Fischer, Frankfurt am Main 2019, ISBN 978-3-10-397424-9.